# Bibras Natcho
Bibras Natcho, hebr. ביברס נאתכו (ur. 18 lipca 1988 w Kefar Kamie) – izraelski piłkarz pochodzenia czerkieskiego występujący na pozycji pomocnika.

## Życiorys
Piłkarz jest wychowankiem Hapoelu Tel Awiw. W barwach pierwszej drużyny zadebiutował w 2006 roku. Od tego czasu zagrał w ponad 90 meczach w Ligat ha’Al. W tym samym miesiącu stał się piłkarzem ówczesnego mistrza Rosji, Rubinu Kazań. Jego pierwszym oficjalnym meczem rozegranym dla Rubinu było spotkanie z Lokomotiwem Moskwa, które zostało rozegrane 14 marca 2010 roku. W 2014 roku przeszedł do PAOK FC, a następnie został zawodnikiem CSKA Moskwa.

## Kariera reprezentacyjna
W marcu 2010 roku zadebiutował w reprezentacji Izraela.

## Sukcesy
Hapoel Tel Aviv
- Puchar Izraela: 2006–07

Rubin Kazań
- Puchar Rosji: 2011–12
- Superpuchar Rosji: 2012

CSKA Moskwa
- Primjer-Liga: 2015–16